# Río Aipena
Der Río Aipena ist ein etwa 175 km langer linker Nebenfluss des Río Huallaga in der Provinz Alto Amazonas in der Region Loreto im zentralen Norden Perus.

## Flusslauf
Der Río Aipena entspringt im Amazonastiefland im Nordwesten des Distrikts Jeberos auf einer Höhe von etwa 150 m. Er durchquert den Norden des Distrikts in überwiegend östlicher Richtung. Der Río Marañón fließt etwa 10 km weiter nördlich nach Osten. Der Río Aipema weist entlang seinem gesamten Lauf zahlreiche Flussschlingen und Altarme auf. Entlang dem Flusslauf gibt es nur sehr wenige kleine Siedlungen, darunter Nuevo San Francisco. Der Río Aipena mündet schließlich auf einer Höhe von ca. 111 m in den Río Huallaga, knapp 17 km oberhalb dessen Mündung in den Río Marañón. Der Río Aipena nimmt fast ausschließlich Nebenflüsse von Süden auf. Zu den wichtigsten gehören Río Juracyacu, Río Pampayacu, Río Zapote und Quebrada Shamboyacu.

## Einzugsgebiet
Der Río Aipena entwässert ein Areal von ungefähr 4600 km². Das Einzugsgebiet ist weitgehend deckungsgleich mit dem Distrikt Jeberos. Es grenzt im Süden an das Einzugsgebiet des Río Paranapura, im Westen an das des Río Cahuapanas sowie im Norden an das des Río Marañón. Das Einzugsgebiet liegt vollständig im Amazonastiefland. Es besteht hauptsächlich aus tropischem Regenwald und aus Sumpfgebieten. Größter Ort in dem sehr dünn besiedelten Einzugsgebiet ist das Distriktverwaltungszentrum Jeberos.